# Seguimiento web
El seguimiento web por parte de terceros se refiere a la práctica en la cual entidades de seguimiento ("rastreadores") integrados en un sitio web re-identifican a sus usuarios mientras navegan por internet, recolectando información sobre los sitios que visitan y analizando su comportamiento. Dicha práctica suele realizarse con el propósito de recopilar información para el análisis de sitios web, para ser utilizada en la creación de publicidad dirigida y en otras prácticas de personalización web. 
Debido a que dicho seguimiento es, en la mayoría de los casos, realizado sin el conocimiento del usuario y activado de forma de in intencionada, ha habido una creciente preocupación por la forma en la esta práctica atenta contra la privacidad de los usuarios, al igual que por las posibles formas en las que la información recopilada pueda estar siendo utilizada.
En un estudio realizado por investigadores de la Universidad de Washington, se descubrió que actualmente existen más entidades de seguimiento, con comportamientos más complejos, mayor cobertura y conexión con otras entidades, que en los últimos 20 años.

## Uso
Las entidades de seguimiento web suelen ser utilizadas con múltiples propósitos; principalmente con el objetivo de generar publicidad o contenido personalizado para los usuarios. Mediante el uso de cookies, por ejemplo, un sitio web puede obtener información sobre otros sitios o palabras clave que el usuario haya buscado, de modo que pueda generar publicidad diseñada específicamente para satisfacer los intereses de este. 
Las entidades de seguimiento también pueden ser utilizadas por negocios de comercio en línea para recordar los datos que haya introducido el usuario, como formularios u objetos del carrito de compra, de modo que este no tenga que introducirlos nuevamente cada vez que acceda al sitio web.
Otros usos que se le dan a estas entidades de seguimiento tienen que ver con el análisis de datos de sitios web. Mediante el uso de dichos métodos los servidores pueden generar estadísticas sobre el funcionamiento del sitio y el comportamiento de sus usuarios.

## Sistemas de seguimiento

### Cookies
Las cookies son el método de seguimiento web más conocido. Actualmente, la mayoría de sitios web las utilizan. Funcionan utilizando pequeños pedazos de data (cada uno limitado a 4 KB de almacenamiento) que los servidores web colocan en sus navegadores. Cuando un usuario entra por primera vez a un sitio web se crea automáticamente un archivo cookie, que asigna al usuario un identificador único y que es capaz de registrar y recordar su actividad en este.

### Browser Fingerprinting
El sistema de Browser Fingerprinting (en español; huella digital del navegador) se refiere a la recopilación de información de un dispositivo remoto con el propósito de identificar a su usuario. La información recopilada suele ser muy extensa, incluyendo datos como el tipo y versión del navegador siendo utilizado, sistema operativo y versión del ordenador, resolución de pantalla, tipo de letra utilizada, zona horaria configurada en el dispositivo, idioma e incluso configuración del hardware. 
A primera vista, este tipo de información no parece incriminatoria o útil para identificar al usuario. Sin embargo, típicamente solo uno entre miles de millones de usuarios tendrá la misma exacta configuración que otro.

### Web Bug
Los web bugs, también conocidos como GIFs Invisibles, son uno de los métodos utilizados para realizar seguimiento web. Suelen presentarse como pequeñas imágenes de un píxel por un píxel invisibles para el usuario, aunque también pueden aparecer como gráficos, botones y elementos HTML, que se descargan automáticamente al entrar al sitio web que las emplee y recopilan información sobre este. Dicha información suele incluir datos como la dirección IP, el tipo de navegador utilizado y la hora en la que se accedió al sitio web.

## Riesgos
El creciente uso de mecanismos de seguimiento web ha causado que aumente la preocupación por la protección de la privacidad de los usuarios.  Un estudio realizado en 2019 demostró que el 82% de las personas encuestadas se preocupaban por su seguridad en línea.
Uno de los principales argumentos en contra de los mecanismos de seguimiento web es que la recopilación de información que estos realizan es una violación al derecho a la libertad intelectual y a la libertad de expresión. Defensores de la privacidad en internet argumentan que, al no existir ningún tipo de privacidad sobre el contenido que buscamos, siempre existe la posibilidad de que se censuren temas controversiales o que no sean de interés para las entidades que poseen dicha información.
La discriminación en base a la información obtenida mediante mecanismos de seguimiento también es una preocupación. Estudios han demostrado que sitios de comercio en línea alteran los precios que le ofrecen a sus consumidores en base a datos personales obtenidos mediante mecanismos de seguimiento web. Un artículo publicado en el Washington Post  reportó que 11 compañías farmacéuticas, entre las que se incluían Pfizer Inc. y SmithKline Beecham PLC, realizaban seguimiento de la actividad de todos sus usuarios y luego comparaban la información obtenida con el objetivo de crear publicidad personalizada más efectiva. Todo sin el conocimiento de los usuarios.
Otras cuestiones, como el robo de identidad, sistemas de vigilancia masiva, e incluso el acoso mediante información obtenida en internet, son posibles consecuencias del uso de sistemas de seguimiento web.

## Mecanismos de defensa

### Sistemas de Bloqueo
Sistemas de bloqueo en contra del uso de cookies de terceros y pop-ups son cada vez más populares. Sin embargo, no son capaces de deshacerse de todas las entidades de seguimiento, pues los métodos que dichas entidades implementan difieren de navegador en navegador.

### Navegación Privada
Los sistemas de navegación privada o "modo incógnito" se refieren a un sistema de búsqueda que emplean algunos navegadores en el cual el usuario no deja un registro del contenido buscado en el ordenador. Asimismo, el navegador tampoco guarda las cookies, los datos de los sitios web visitados o la información introducida por el usuario en formularios. Sin embargo, este sistema no garantiza el anonimato del usuario, ya que las páginas web visitadas son capaces igualmente de recopilar información sobre el usuario.

### Do Not Track
El Do Not Track (en español, No realices seguimiento) se trata de una política de internet en la cual se le demanda a los navegadores web que otorguen información a sus usuarios sobre el tipo de entidades de seguimiento que están utilizando y con qué propósito, así como darles la opción de optar por no ser rastreados. Sin embargo, dicho sistema ha resultado ser inefectivo puesto que muchos de los navegadores argumentan que su comportamiento no debería ser considerado como seguimiento web.
A partir de 2019, el World Wide Web Consortium (WC3), organismo que genera recomendaciones y estándares para asegurar el crecimiento de la web, ya no requiere que las páginas web y navegadores incluyan dicha especificación.

### Red Privada Virtual
Las Redes Privadas Virtuales (RPV) son una tecnología de red de ordenadores que permite el envío de información por internet como si se tratase de una transmisión de información de punto a punto. Es decir, la información llega de un punto a otro mediante sistemas de encriptación, lo que evita que terceros puedan acceder a esta.

### Motores de búsqueda
Para salvaguardar los datos del usuario del seguimiento por parte de los motores de búsqueda, se han desarrollado diversos motores de búsqueda centrados en la privacidad como alternativas viables. Ejemplos de tales motores de búsqueda incluyen DuckDuckGo, MetaGer y Swiscows, que dan prioridad a prevenir el almacenamiento y seguimiento de la actividad del usuario. Cabe destacar que, si bien estas alternativas ofrecen una privacidad mejorada, algunos no garantizan anonimato completo, y algunos pueden ser menos amigables para el usuario en comparación con los motores de búsqueda convencionales como Google y Microsoft Bing.